# Tobias Mindernickel
Tobias Mindernickel è un racconto del 1898 dello scrittore tedesco Thomas Mann.
Il racconto fu scritto a Roma nel 1897 e pubblicato nel 1898 dapprima sulla rivista Neue Deutsche Rundschau e in volume nel maggio dello stesso anno nella raccolta di racconti Der kleine Herr Friedemann.

## Storia editoriale
Tobias Mindernickel, intitolato dapprima Mitleid [Compassione, Pietà], fu scritto a Roma nell'estate del 1897. Non è possibile determinare se sia stato abbozzato in precedenza. Apparve per la prima volta nel gennaio 1898 sulla rivista Neue Deutsche Rundschau e fu pubblicato in volume nel maggio dello stesso anno nella raccolta di racconti Der kleine Herr Friedemann. È stato pubblicato per la prima volta in italiano nel 1953, nel volume Novelle e racconti, corrispondente al II volume di Tutte le opere di Thomas Mann pubblicate in tredici volumi dal 1949 al 1958 a cura di Lavinia Mazzucchetti.

## Trama
Nella prima parte del racconto viene descritto Tobias Mindernickel: un individuo di mezza età, magro, impoverito, il quale vive in decorosa solitudine, con l'aria afflitta, in un sobborgo di una industriosa città tedesca, modellata su Lubecca. Tobias cerca di sfuggire gli altri e subisce in silenzio le canzonature dei ragazzi del vicinato; quando però un bambino, appartenente al gruppo di coloro che lo prendono in giro, cade e si ferisce, Tobias lo assiste amorevolmente. Nella seconda parte del racconto, Tobias acquista un cane da caccia, a cui dà il nome di "Esaù" e offre affetto come compagno di sventura; ma quando il cagnolino tenta gioiosamente di correre autonomamente, allontanandosi dal padrone, Tobias lo percuote con ira. Nella terza parte i conflitti fra Tobias Mindernickel ed Esaù giungono al culmine. Quando il cane si ferisce accidentalmente, Mindernickel si prendere cura di lui con pazienza e dedizione. Una volta che il cane è guarito e, con la salute, ha recuperato la gioia di vivere, Mindernickel se ne risente e ferisce intenzionalmente il cane con un coltello. Anche in questa occasione l'uomo cerca di curare con dedizione l'animale ferito; ma quando il cagnolino muore per le ferite, «Tobias rimase immobile al suo posto. Il suo volto era appoggiato sul corpo di Esaù ed era bagnato di lacrime amare.».

## Critica
Tobias Mindernickel è un racconto giovanile di Thomas Mann. Per Giorgio Dolfini, è una novella-bozzetto rappresentata con tratto grottesco. Il protagonista Tobias Mindernickel è un emarginato, al pari dei protagonisti dei racconti di Mann scritti in quel periodo e raccolti in Der kleine Herr Friedemann. Sono stati trovati, nel racconto, riferimenti all'etica della compassione di Schopenhauer e al § 369 dell'Aurora di Nietzsche. Sono stati ipotizzati significati nella scelta dei nomi, di origine biblica, del protagonista e del cane; è stato ipotizzato che i tentativi del protagonista di compensare la sua debolezza esercitando autorità su una creatura indifesa alluda all'autoritarismo della Germania guglielmina.

## Edizioni

### In lingua originale
- (DE) Tobias Mindernickel, in Neue Deutsche Rundschau (Freie Bühne), vol. 9, n. 1, Berlin, S. Fischer, Januar 1898,  pp. 91-96.
- (DE) Tobias Mindernickel (PNG), in Der kleine Herr Friedemann. Novellen, Berlin, S. Fischer Verlag, 1898,  pp. 181-198.
- (DE) Tobias Mindernickel, in Sämtliche Erzählungen, Band 1, Frankfurt, Fischer-Taschenbuch-Verlag, 1987,  pp. 95-101, ISBN 3-10-348115-2.

### Traduzioni in italiano
- Tobia Mindernickel, in Novelle e racconti, collana Tutte le opere di Thomas Mann ; 2, traduzione di Emilio Castellani, Milano, Mondadori, 1953,  pp. 129-144.
- Tobia Mindernickel, in Cane e padrone e altri racconti, collana I coralli; 57, traduzione di Clara Bovero, Torino, Einaudi, 1953.
- Tobias Mindernickel, in Padrone e cane e altri racconti, collana Universale economica; 519, traduzione di Ingrid von Anrep, Milano, Feltrinelli, 1966.
- Tobia Mindernickel, in Racconti, collana Oscar narrativa; 294, traduzione di Emilio Castellani, introduzione di Roberto Fertonani, Milano, Mondadori, 1988,  pp. 109-118, ISBN 978-88-04-46948-3.
- Tobias Mindernickel, in Racconti, collana Collezione Grandi tascabili economici ; 154, traduzione di Saverio Simonelli, introduzione di Italo Alighiero Chiusano, Roma, Newton Compton, 1992,  pp. 103-110.